# Дом причта Ильинской церкви
Дом причта Ильинской церкви — старинное здание в историческом центре Нижнего Новгорода. Построено в 1868—1869 годах по проекту архитектора Н. Б. Фельдта в стиле академической эклектики.
Входит в историческую застройку вокруг Ильинской церкви. Выведено постановлением городских властей из-под защиты государства.

## История
В 1867 году причт Ильинской церкви решил построить по красной линии Ильинской улицы каменный двухэтажный дом возле церковного алтаря. Проект заказали архитектору Н. Б. Фельдту. 7 мая 1868 года Строительное отделение губернского правления утвердило план-фасады и тогда же начались строительные работы.
Дом был поставлен на склоне Ильинской горы и на границе крепостной земли причта, что определило архитектурное решение. Не смотря на выравнивание участка, здание получило разновеликую высотность на концах уличного фасада и глухую брандмауэрную стену с восточной стороны, создавшие ощущение незавершённой композиции.
Сам дом был трёхчастным в плане, с двумя горницами по сторонам узких сеней и имел много общего с планировкой древнерусской избы. Главный был оштукатурен и фасад имел пять окон. Первый этаж был рустованный. Окна второго этажа имели традиционные для нижегородской архитектуры того времени циркулярные завершения и лопатки в простенках.
В 1869 году дом был отделан в полном соответствии с план-фасадом под надзором автора проекта. Долгое, до начала 1990-х годов, время сохранялся в практически первозданном виде. В 2000-х годах был выведен из-под защиты государства постановлением городских властей и лишился части штукатурного декора.